# 比鄰星d
比鄰星d是一顆圍繞紅矮星人馬座比鄰星運行的系外行星，亦是候選行星。它是距離太陽最近的恆星半人馬座三合星恆星系統的一部分。它與半人馬座比鄰星系統中的另外兩顆行星一起，是已知距離太陽系最近的系外行星，在距離太陽系僅約4.2光年（1.3秒差距；40 × 1012；25 × 1012英里）處。
在2020年對比鄰星b質量的研究中，從甚大望遠鏡獲得的徑向速度數據中，這顆系外行星最初的迹象是一個微弱的5.15天訊號。
比鄰星是一個質量至少是地球質量四分之一（或火星質量的兩倍）的次地球，大約每5.1天繞0.029 AU（4.3 × 106 km；2.7 × 106 mi）軌道運行一次。它是半人馬座比鄰星系統中已知質量最小、最內層的行星。它是用徑向速度法探測到的質量最小的系外行星截至2022年。儘管比鄰星d的軌道離恆星太近，不適合居住平衡溫度（可能達到360 K（87 °C；188 °F）），假設有類似地球的反射率，在大約190%的地球輻射中，理論上比鄰星d的極地有可能擁有適合居住的溫度。